# 竹之内教博
竹之内 教博（たけのうち ゆきひろ、1977年12月18日 - ）は、日本の実業家、起業家、投資家、YouTuberである。株式会社りらくる創業者。株式会社T'sインベストメント会長、ファンタジーキッズリゾート株式会社代表取締役会長。

## 来歴

### 生い立ち
1977年生まれ、大阪府出身。
実家があまり裕福ではなかったため、やりたいことができるように「お金持ちになりたい」と思っていたため、それには「社長になる必要がある」と考え、社長になるために必要な勉強や経験をしようと子供の頃から思っていたという。小学生の卒業文集に「社長になりたい」と書いた。

### 大学中退
高校時代はコンビニ、酒屋、テレアポなど10種類のバイトをして、さまざまな仕事を経験した。そのおかげで経営者や大人と話すことが多くなり、コミュニケーション能力が身についたという。
高校卒業後、大学進学したが教わる内容が経営に役立つとは思えず、大学を4か月で中退。

### 美容師に
その後、手に職をつけたほうがいいと考えて、大阪堺市の美容室で勤務。アシスタント時代も「経営者になる」つもりで仕事をしていて、指導してもらいながら「自分だったらこう教えるな」とシミュレーションをしていたという。まわりからのやっかみもあり、生意気なアシスタントであったと語っている。
その後、ヘアカラー講師、5店舗の統括ディレクター、数十社に及ぶ美容室のコンサルティングを経験。

### りらくる創業
自身がよくリラクゼーションサロンを利用していたことをきっかけに、2009年、31歳の時に『りらく（現りらくる）』をオープン。
竹ノ内いわく『仕組み化経営』により、自動的に増えていく仕組みを作り、出店については自分がいなくても自動的にやれる仕組みを作り、椅子取りゲームをしているライバル企業よりも早くその地域に出店して埋め尽くしていくことに注力していったという。
りらくるは、1ヶ月に10店舗、多いときには1ヶ月で15店舗を出店していき、7年間で全国直営600店舗規模にまで拡大し、2度にわたって英大手投資ファンド「アドバンテッジ パートナーズ」に90%の株を約270億円で売却した。

### T'sインベストメント創業
その後、株式会社T'sインベストメントを創業。
「りらくる」を売却した270億円のうち、税金を支払って100億円ほど資産として手元に残り、生きるのに困らないお金として10億は残し、残りは投資やビジネスに使用しているという。2021年現在、所有する20事業のうち、10事業はゼロから立ち上げ、10事業はM＆Aで獲得した。 
現在は、店舗経営のノウハウを活かし、タピオカ、コッペパン、高級食パンなどの飲食店経営、店舗マニュアルをクラウド上で管理ができるIT・通信関連事業、室内遊園地の運営、化粧品・健康食品のEC販売事業、M&A・事業承継事業、有料職業紹介事業、大阪ミナミのクラブ運営など10以上のビジネスを立ち上げ、20以上の企業に投資している。

### 「令和の虎」に出演
YouTubeの人気チャンネル令和の虎に、経営者として出演していたが、後に自身が他の出演者とトラブルを起こしたことから、降板することになった。

## 経営手法・成功法則
非常識な行動
「非常識な結果」を生むためには「非常識な行動」が必要で、行動すると「いい結果」と「悪い結果」の両方が出るので、「悪い結果」を我慢できれば「いい結果」だけが残る。つまり「非常識な行動」をしつつ、やっかみや非難などを我慢できれば、「非常識ないい結果」を得られるのです。金持ちになるためには、この感覚が重要だと説明している。
ただし、「人間性」は非常識であってはならず、信頼関係に大きく関わるので大切だと語っている。
スモールスタートを重視
堅く、小さくスタートするのが当たり前で、最小公倍数での事業観測を立てる。お店に例えた場合、内装・看板のような見栄えの部分はあとから力を入れれば十分なので、最初は本質の部分だけに注力して「おいしいものを出す」ことだけに集中する。
「重要な2割が、成果の8割をつくる」という「パレートの法則」を説き、大事な2割の部分にだけお金をかけてスモールスタートすることを勧めている。
仕組み化経営
再現性の担保を重視して、スタッフが誰でもできるように仕組み化する。
『仕組み化経営』とは、「職人技を持っている人がいないと仕事ができない」「その難しい技術を他のスタッフに教えないと仕事が回らない」という部分がどんなビジネスにもあるが、それを全て排除するのがポイントだと語っている。いきなり100%を目指すのではなく、誰でも出来る80％のラインを仕組化することが重要だと説く。
マッサージも職人技ではあるが、プロのマッサージ師は「1〜2ヶ月は技術を教えないと駄目」と言うが、りらくるの場合はある程度教えたら「2週間以内に技術が仕上がる」という。「お客が求めている技術」と「自分たちが極めたいと思ってる技術」には乖離があり、そう高い技術を求めてない事がほとんどであり、そこを割り切って素人に教えるカリキュラムを組めるかが重要だという。
その他
- なりたい自分になったつもりで行動する[7]
- それは売り上げに繋がるのか？を問い続ける
- 指示を出す時にはその理由も伝える

## 出演

### テレビ
- フジテレビ「億邸に住む社長特集」、2019年5月5日[8]。
- MBS「サタデープラス【試してランキング上半期サタデミー賞発表▼浮かす収納（秘）ワザ】」、2021年7月10日[9]。
- テレビ東京「じっくり聞いタロウ～スター近況（秘）報告」、2021年07月08日[2]
- 関西テレビ「ウワサのお金持ちさんの裏側〜270億円を手にした男〜」、2020年6月26日[10]。

### Web番組
- 『令和の虎』（YouTubeチャンネル、2021年 - 2022年）[11]

## 著書
- 『無名の男がたった7年で 270億円手に入れた物語』、2021年、扶桑社、 ISBN 978-4-594-08809-5[12]。